# Blitzkrieg (videojuego)
Blitzkrieg es un videojuego de estrategia en tiempo real basado en los eventos acontecidos en la Segunda Guerra Mundial. El juego permite a los jugadores asumir el rol de comandante durante las batallas de la Segunda Guerra Mundial que ocurrieron en Europa y el norte de África. Cada nación cuenta sus respectivas unidades militares, las cuales son históricamente exactas. Similar a los juegos de Sudden Strike, Blitzkrieg se enfoca más en las batallas que en los aspectos comunes de los juegos de estrategia, como la construcción de bases.
Este juego, al igual que varias secuelas, utilizan el sistema de protección contra copia Starforce. Sin embargo, Blitzkrieg Anthology parece no contar con este sistema.
El juego también presenta gráficas 3D, con vista isométrica del terreno y detalles entre los cuales se incluyen estaciones del año y condiciones climáticas que pueden afectar el modo de juego. La presencia de sangre durante el juego puede ser desactivada. Incluye además más de 350 unidades y objetos. El jugador tiene la habilidad de construir puentes, cavar trincheras, colocar minas, sanar o reparar unidades y pedir apoyo aéreo.
También es posible destruir virtualmente todos los objetos, incluso los edificios y puentes. Los bosques pueden ser aplanados por los tanques o la artillería. Las unidades hablan en el idioma que corresponda a la nación de donde pertenecen.
De igual forma, se puede utilizar el editor que viene anexo para crear mapas y unidades personalizadas.

## Modo de juego
Blitzkrieg se centra en tres distintivas campañas referentes a batallas de la Segunda Guerra Mundial. Las tres campañas cuentan con la presencia de los Aliados (Británicos y estadounidenses), alemanes y soviéticos. Cada una de estas campañas procura promulgar de nuevo cronológicamente los períodos de la guerra ideando los capítulos en cada una de ellas.
Estos capítulos, alternadamente, ofrecen batallas al azar (es decir, ficticias) e históricas en una escala más pequeña. Los mapas al azar presentan una oportunidad para el jugador de obtener mejoras para su ejército, según lo representado en la descripción del mapa. Dependiendo del mapa al azar seleccionado, el jugador puede potencialmente alentar sus fuerzas con las unidades de la artillería o las unidades armadas.

## Expansiones
Existen tres expansiones oficiales de Blitzkrieg hasta la fecha, todas ellas distribuidas y publicadas por CDV Interactive:
- Blitzkrieg: Burning Horizon sigue los pasos del General Erwin Rommel comenzando desde el cruce de la región de las Ardenas hasta las infames batallas del Afrika Korps.
- Blitzkrieg: Rolling Thunder marca la carrera del General George S. Patton durante la Segunda Guerra Mundial, partiendo desde los desiertos de África del Norte hasta los bosques nevados de las Ardenas.
- Blitzkrieg: Green Devils es una expansión que requiere de Blitzkrieg: Rolling Thunder para funcionar correctamente.

## Add-Ons Comerciales
- Panzerkrieg: Burning Horizon 2
- Mission Kursk
- Mission Barbarossa
- La serie Total Challenge está compuesta por 6 entregadas, estando numeradas del uno al cinco en cifras romanas y siendo la sexta una entrega especializada para el juego en línea, denominada Total Challenge MP (Multiplyaer, o Multijugador en castellano). Las tres primeras entregadas, Total Challenge I, II, III llevarán al jugador a diferentes campos de batalla a lo largo de la Segunda Guerra Mundial. Lo mejor de esas tres entregas se reúne en una cuarta denominada Total Challenge IV. Finalmente, Total Challenge V llevará al jugador a campos de batalla contemporáneos, incluyendo helicópteros, tanques de batalla de última generación, etc. Dicha serie ha sido realizada por Intex Publishing.

## Juegos que utilizan el motor de Blitzkrieg
- Mongol , videojuego que narra los pasos de Gengis Kan.
- Grabenkrieg in Europe a través del cual el jugador podrá combatir en la Primera Guerra Mundial.
- The Day After y su secuela Cuban Missile Crisis: The Aftermath, ambas desarrolladas por G5 Software. Incluye un novedoso sistema por turnos así como un gran número de edificios y unidades que cambian radicalmente el aspecto del juego.
- Stalingrad videojuego únicamente enfocado al combate por Stalingrado (actual, Volgogrado), desarrollado por DTF Games.
- Talvisota: Icy Hell' centrado en la Guerra de Invierno, entre la URSS y Finlandia.

## Conflict 2012: Kosovo Sunrise
Conclict 2012 es un novedoso videojuego desarrollado por Aleksej Fon Grozni, un aficionado al Blitzkrieg. El juego, inicialmente una modificación del Blitzkrieg obtuvo tanto éxito que al final la compañía La Plata decidió comprar los derechos de autoría. Ante la desaparición de La Plata, los derechos de autor residen en United Publishing.
El juego situará al jugador en un conflicto enfrentando las naciones de Kosovo, Serbia y Albania, así como la coalición del KFOR. El jugador podrá jugar del lado de Serbia y en una misión del lado del KFOR.
Se han desarrollado dos versiones de dicho videojuego, una que lo adapta para su juego basado en Panzerkrieg: Burning Horizon 2 (desarrollado por La Plata) y otro para el juego original; Blitzkrieg.

## Comunidad
Pese a que en 2009 Lee Campbell, creador del mayor portal de la comunidad, el denominado BKP, cerrara dicho portal debido a ataques informáticos contra su persona y a problemas internos, aún un pequeño grupo de seguidores sigue activo. Las comunidades de aficionados al Blitzkrieg más numerosas son aquellas conformadas por seguidores rusos, españoles, jugadores balcánicos (serbios en su gran mayoría) y anglosajones. Actualmente el portal que ha heredado el legado del antiguo BKP, es un blog español denominado (actualmente permanece abandonado por problemas de los dueños del blog) "Blitzkrieg en Español", especialmente dirigido a la comunidad hispanoparlante, pero que cuenta con una versión en inglés de todas sus publicaciones. Pese a algunos problemas de hosting, a mediados de 2011 el blog se ha restablecido gracias a la gran labor de su creador, quien se oculta bajo el nombre de Viriato13, y que es un amigo y conocido de Lee Campbell por lo que ha podido deducirse gracias a antiguas entrevistas a Lee en revistas de ocio y informática.
El otro gran sitio web de la comunidad es el foro conocido como Blitz Srbija (inicialmente destinado a los seguidores serbios), el cual ha retomado el legado del antiguo foro del BKP y se ha internacionalizado, albergando actualmente a hispanoparlantes, rusos, anglosajones, alemanes y serbios.
La también gran comunidad de aficionados rusos se reúne en un sitio web en ruso y su respectivo foro, conocido como Blitz Union. Su líder y algunos de sus miembros son los creadores del grandísimo proyecto conocido como GZM, una modificación no comercial del juego original que incluye más de 1000 nuevas unidades, otra característica del mod son las unidades navales que mejoran la recreación de batallas históricas por otro lado la estrategia y diversión del jugador nunca serán como antes.